# アーメン
アーメン（英語: amen（エイメン）；ヘブライ語: אָמֵן（ティベリア式発音: āmēn アーメーン、現代音: amen アメン）; アラビア語: آمين（āmīn アーミーン）; ギリシア語: ἀμήν （古典音: amḗn アメーン、コイネーおよび現代ギリシア語: amín アミン）; ラテン語: āmēn アーメーン; ロシア語: Аминь アミン）はヘブライ語で、「本当に」「まことにそうです」「然り」「そうありますように」の意。アブラハムの宗教で使われる用語である。

## 発音
アーにアクセントを保持する言語もあれば、メン（もしくはメーン、ミン、ミーン）にアクセントを保持する言語もある。
日本に於いては、しばしば慣用的に英語の二つの発音 [ˌɑːˈmen]と [ˌeiˈmen] のうち前者に近い「アーメン」と記述・発音されているが、後者由来の「エーメン」もしくは「エィメン」に近いものを用いているプロテスタント系教派もある。また、古典ギリシア語の再建音に由来する「アメーン」が使われる場合もある（ギリシア語: ἀμήνは、古典ギリシア語の再建音では「アメーン」、現代ギリシア語の読みから転写すれば「アミン」となる）。
日本ハリストス正教会の祈祷では「アミン」と唱えるが、これは（現代の発音に基く）ギリシア語やロシア語、アラビア語、ルーマニア語などの各言語を使った正教会での祈祷での発音とも共通している。

## 概要
古代ユダヤ教会では、ラビが聖書の一句を読み、続けて会衆が復唱することで、聖書（丸暗記）教育を施した。しかし、会衆は次第に復唱を省略し「アーメーン!（そのとおり!）」とだけ言うようになった。これがユダヤ教から派生したキリスト教にそのまま受け継がれ、神父が祈りの言葉を言った後に会衆がアーメンと言うようになった。
キリスト教において一般に祈りや賛美歌の終わりに置く言葉として使われている。
聖書においては3つの用法が見られる。
1. 文頭のアーメン。他の話者の過去のことばを参照するとき。列王記上1:36、ヨハネの黙示録22:20。
2. 独立したアーメン。文章が省略されている補足的な文、例えばネヘミヤ記5:13、ヨハネの黙示録5:14（参照: コリント人への第一の手紙14:16）。
3. 文尾のアーメン。話者に変化がない。詩篇の最初の3巻におけるような「同意」の意味や、新約聖書の使徒書簡に頻繁に現れる頌栄などに、現れる。

福音書におけるアーメン（「本当に」の意味）の用法は独特である。イエスのこの語を日本語の聖書では、「誠に汝らに告ぐ」（大正改訳）「よく言っておく」（口語訳）「はっきり言っておく」（新共同訳）「まことに」（新改訳）と訳されるもので、それらは文頭にあるけれども、しばしばいかなる過去への参照も持たない。イエスは、別の人の発言ではなく彼自身の発言を断定するためにこの言葉を用いた。この用法は教会が採用した。使徒の時代のこの言葉の礼拝における用法は上で引用されたコリント人への第一の手紙によって証明される。
殉教者聖ユスティノス（150年ごろ）は、会衆が聖餐のお祝いの後の祝福に「アーメン」と答えることと記述した。洗礼式文への導入（正教会一般、日本の正教会でも三位一体の各位の名前の後で「アミン」という）は聖師父の時代には既に行なわれていたと考えられる。
日本で最初に使用された例として、室町末期に来日したキリシタン宣教師による著『どちりいなきりしたん』（1591年刊）に、「我らを凶悪よりのがしたまへ。あめん」がある。

## アーメン終止
音楽の世界では、一旦主和音で終始した後IV度の和音から主和音に解決する終止形（カデンツ）を「アーメン終止」と呼ぶ。これは賛美歌の最後に唱える「アーメン」に、この終止形を用いることが多いことから名付けられた。
ポピュラー音楽の世界では、広義にsus4から解決する進行もアーメン終止と呼ぶことがある。具体的にはハ長調であればCsus4からCに解決する進行を指す。